# Santa Maria Incoronata (Nápoly)
A Santa Maria dell'Incoronata egy Anjou-kori nápolyi templom. A templomot II. Anjou Károly városmegújítási programja keretén belül építették. A király szándéka a Castel Nuovo környékének kiépítése volt, elsősorban egyházi és közintézményi épületekkel. A templom 1352-re készült el I. Anjou Johanna királynő második házassága alkalmával. Úgy tartják ez alkalomból Franciaország királya Krisztus töviskoronájának egy tövisét ajándékozta a templomnak (innen származik az Incoronata magyarul megkoronázott elnevezés). A 16. század során egy kis kórházat építettek a templom szomszédságába. Hosszú időkig elhagyatott volt és csak a 18. század során nyitotta meg ismét kapuit a hívők számára. Az utolsó nagy restauráláson 1993-ban esett át. Belsejét két aszimmetrikus hajó jellemzi. A régi freskóknak ma csak részletei láthatóak. Ezek Roberto Oderisi, San Ludovico di Tolosa, Francesco Petrarca alkotásai.